# Махали-Маунтинс (национальный парк)
Национальный парк Махали-Маунтинс — национальный парк Танзании, расположенный на западе страны..
Несмотря на то, что парк менее известен, чем Гомбе-Стрим, в нём находится самая большая популяция шимпанзе в Танзании. Исследования проводятся с 1965 года учёными Киотского университета.

## Физико-географические характеристики

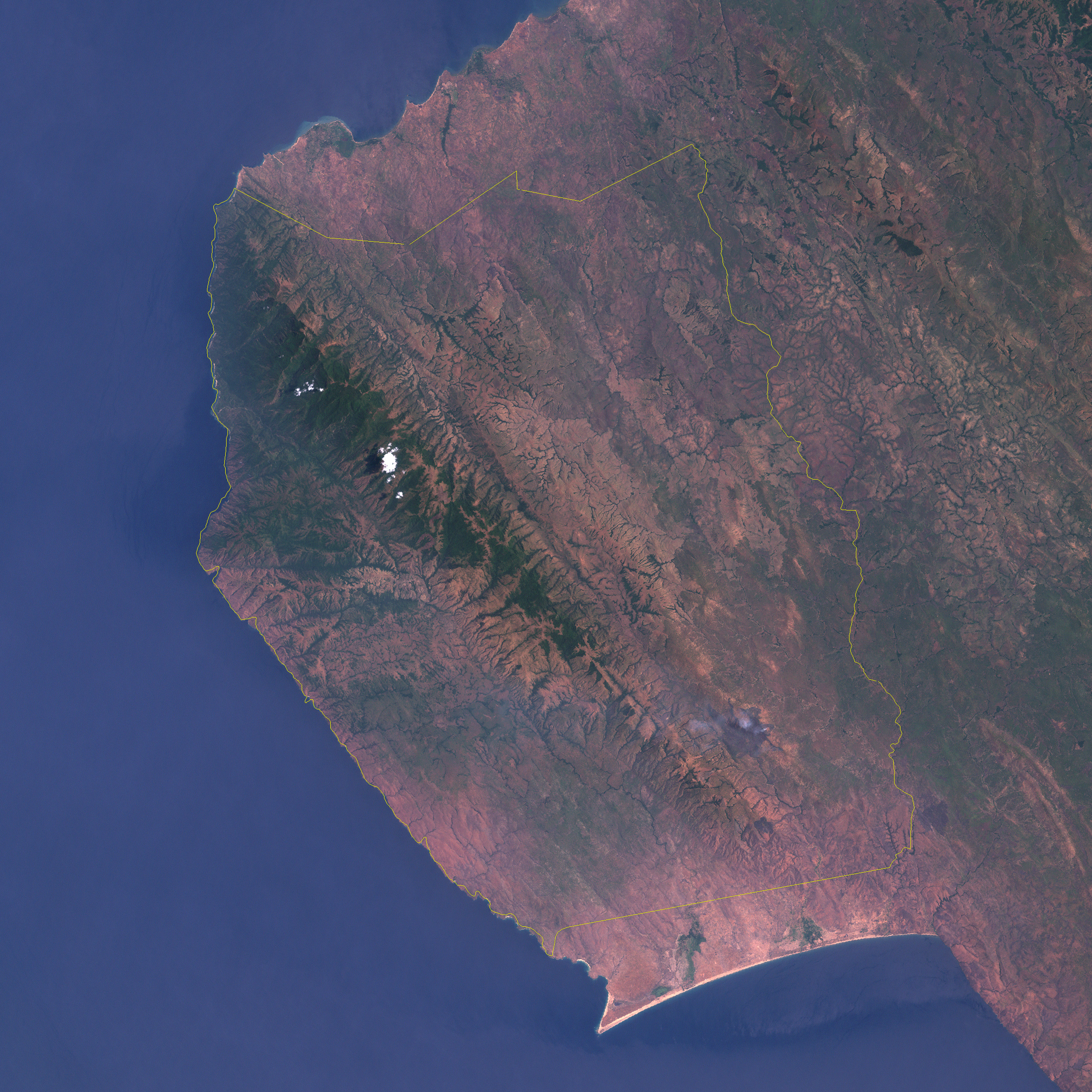
Снимок парка, сделанный НАСА (границы парка показаны жёлтым)

Парк находится на полуострове на восточном берегу озера Танганьика в 125 км к югу от Кигомы. Среди охраняемой территории парка — прилегающая к нему полоса озера шириной 1,6 км. По парку проходят горы Махали, по имени которых он назван, их максимальная высота составляет 2462 метра.
Засушливый сезон в парке, во время которого температура в среднем составляет 31 °C, продолжается с середины мая по середину октября. В остальное время в парке сезон дождей, за который выпадает от 1500 до 2500 мм осадков. В парке характерны сильные перепады дневных и ночных температур.

## Флора и фауна

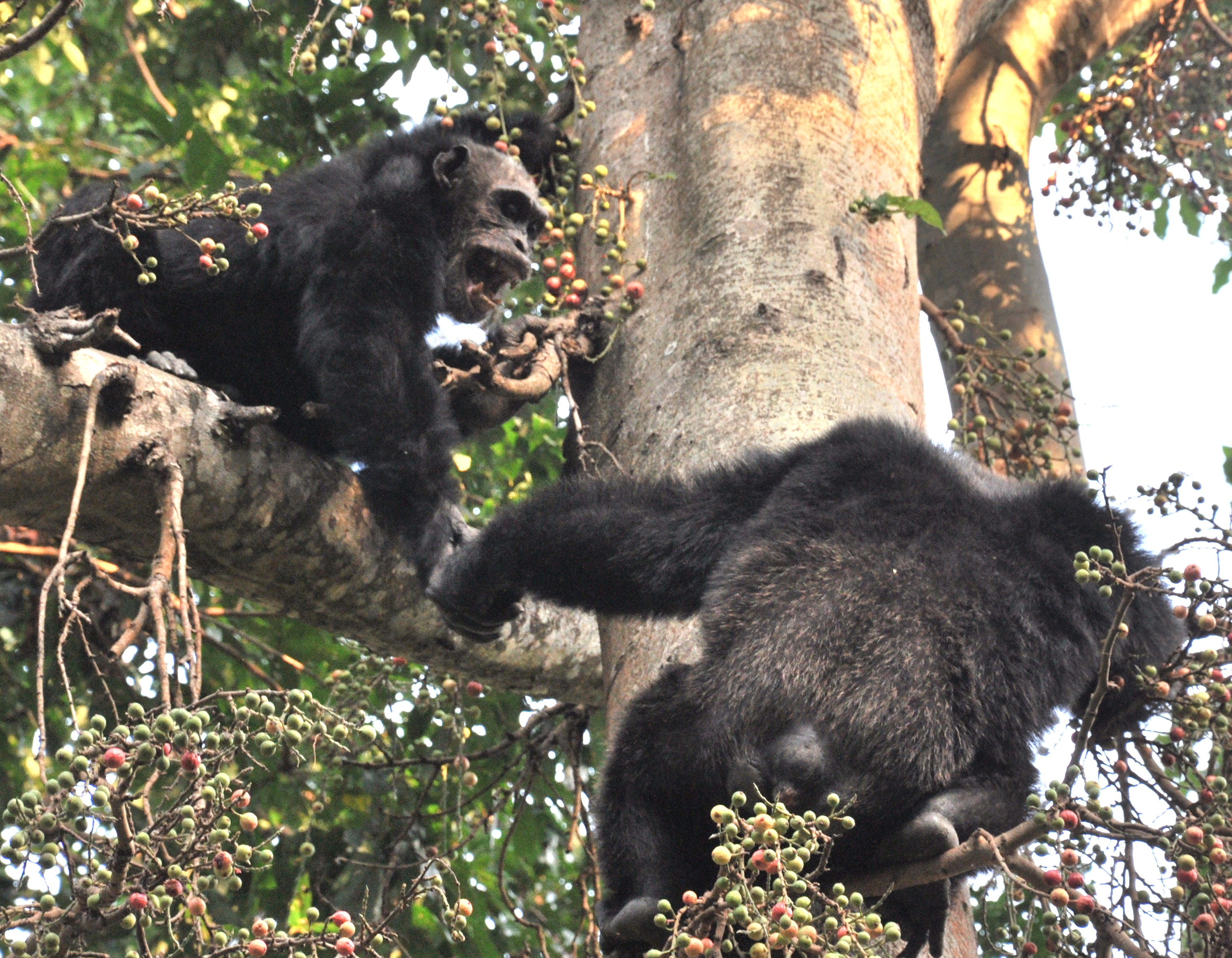
Взрослые шимпанзе на дереве.

Растительный и животный мир парка описаны не полностью. На сегодняшний день описано 82 вида млекопитающих и 355 видов птиц, что по приблизительным оценкам составляет 80 % от общего числа. Животный мир представлен уникальной композицией трёх экозон: влажные тропические леса являются домом обезьян (в основном, шимпанзе и колобусов), белок, дикобразов и т. п., в саванне нашли прибежище львы, зебры и жирафы, а в лесах миомбо водятся антилопы. Среди птиц есть уникальные виды, являющиеся эндемиками данного региона и внесённые в красный список исчезающих видов. Рептилии в парке изучены слабо, основное исследование началось в 2006 году. На данный момент описано 26 видов, из них два вида являются новыми для науки, предполагается, что при планомерном изучении общее число видов возрастёт в два-три раза.
Три четверти парка составляют леса миомбо. На горных склонах на высоте от 1300 до 2300 метров они схожи с аналогичными лесами Килиманджаро и Меру. На высоте 2300 метров леса сменяются альпийскими лугами. В настоящее время известно около 1200 видов растений, но исследования в этой области проводились японскими учёными, которых в первую очередь интересовали шимпанзе. В экорегионе рифтовой долины Альбертин, в котором находится парк, произрастает более 5000 растений, в том числе более 500 эндемиков.

## Исследования
В 1965 году на территории будущего парка начал работу исследовательская экспедиция Киотского университета по изучению приматов. Дважды, в 1967 и 1973 годах, учёные просили о создании охотничьего резервата. Созданный в 1979 году исследовательский центр также требовал принятия экологических мер. В результате этого в 1985 году было объявлено о создании национального парка, однако исследовательский проект японских учёных к тому времени был закрыт. Исследовательский центр временно не работал с 1984 по 1994 годы. В 2003 году к работам в парке при финансовом участии Еврокомиссии присоединились немецкие учёные из Франкфурта.